# Higher Place
Higher Place è un brano musicale dei produttori belga Dimitri Vegas & Like Mike, che presenta la collaborazione del cantante R&B statunitense Ne-Yo.
Il brano ha la partecipazione vocale di Ne-Yo ma anche di Like Mike, che per la prima volta contribuisce vocalmente ad un suo brano.

## Il brano

### Testo
Il brano è stato scritto e prodotto da Ne-Yo insieme a Dimitri Vegas & Like Mike, e prodotto da questi ultimi.

## Classifiche
| Classifica        | Posizione più alta |
| ----------------- | ------------------ |
| Belgio (Fiandre)  | 1                  |
| Belgio (Vallonia) | 22                 |
| Francia           | 131                |
| Giappone          | 15                 |
| Italia            | 96                 |
| Nuova Zelanda     | 41                 |